# Bota de Oro 2017-18

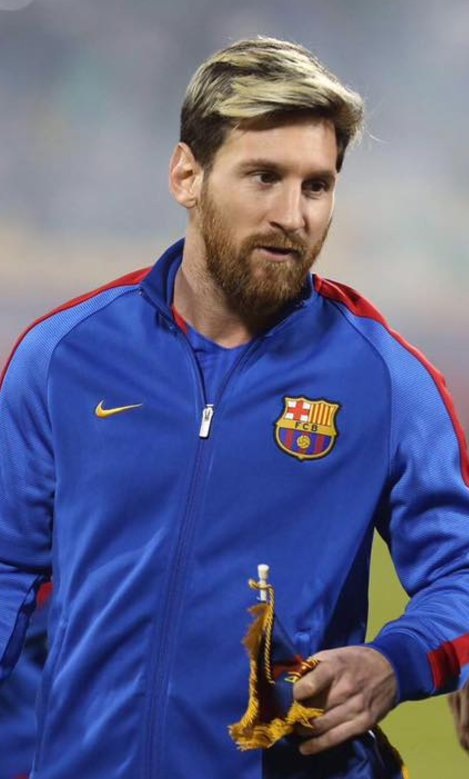
Lionel Messi, ganador del premio en la temporada 2017-2018.

La Bota de Oro 2017-18 fue un premio entregado por la European Sports Magazines al futbolista que logró la mejor puntuación luego de promediar los goles obtenidos en la temporada europea. El ganador de este premio fue el argentino Lionel Messi, con un total de 34 goles en la Primera División de España. Contando esta, Messi logró hacerse con este galardón hasta la fecha, cinco veces, y de superar así a Cristiano Ronaldo como máximo ganador del mencionado premio.

## Resultados
Actualizado al 20 de mayo de 2018
| #  | Jugador            | Años | Club                      | Liga           | Partidos | Goles | Promedio | Pts. por Gol | Pts. Total |
| -- | ------------------ | ---- | ------------------------- | -------------- | -------- | ----- | -------- | ------------ | ---------- |
| 1. | Lionel Messi       | 30   | F. C. Barcelona           | Liga BBVA      | 36       | 34    | 0.94     | 2            | 68         |
| 2. | Mohamed Salah      | 25   | Liverpool F. C.           | Premier League | 36       | 32    | 0.88     | 2            | 64         |
| 3. | Harry Kane         | 25   | Tottenham Hotspur F. C.   | Premier League | 37       | 30    | 0.81     | 2            | 60         |
| 4. | Robert Lewandowski | 29   | F. C. Bayern Múnich       | Bundesliga     | 30       | 29    | 0.95     | 2            | 58         |
| 5. | Ciro Immobile      | 28   | S. S. Lazio               | Serie A        | 32       | 29    | 0.91     | 2            | 58         |
| 6. | Mauro Icardi       | 25   | F. C. Internazionale      | Serie A        | 33       | 29    | 0.87     | 2            | 58         |
| 7. | Edinson Cavani     | 31   | París Saint-Germain F. C. | Ligue 1        | 32       | 28    | 0.87     | 2            | 56         |